# Associazione Calcio Milan 1953-1954
Questa voce raccoglie le informazioni riguardanti l'Associazione Calcio Milan nelle competizioni ufficiali della stagione 1953-1954.

## Stagione

Lorenzo Buffon, al Milan dal 1949 al 1959

Per la stagione 1953-1954 tra i principali acquisti del Milan ci sono quelli del danese Jørgen Sørensen e degli italiani Mario Bergamaschi e Alberto Piccinini. Lasciano il club invece Burini e Annovazzi, dopo nove stagioni. Il capitano diventa Omero Tognon.
I rossoneri guidati da Arrigo Morselli prima e - in seguito dell'esonero del modenese a causa dei risultati sotto le aspettative - da Béla Guttmann conquistano il terzo posto a pari merito con la Fiorentina e alle spalle di Inter e Juventus. Il cambio di allenatore non giova alla squadra, che disputa un campionato dai risultati altalenanti. Con 23 reti Nordahl è capocannoniere per la quarta volta in cinque stagioni.
Alla fine della stagione Umberto Trabattoni si dimette da presidente dopo 14 anni alla guida della società (di cui 9 da presidente): sarà ricordato come il presidente dello "scudetto dopo 44 anni".

## Divise
| Casa | Trasferta |

## Organigramma societario
Area direttiva
- Presidente: Umberto Trabattoni
- Vice presidenti: Mario Mauprivez e Antonio De Dionigi
- Segretario: Giannino Giannotti

Area tecnica
- Allenatore: Arrigo Morselli (fino al 10 novembre 1953) poi Béla Guttmann (dall'11 novembre 1953)
- Allenatore in seconda: Héctor Puricelli
- Direttore tecnico: Antonio Busini

Area sanitaria
- Preparatore atletico: Comucci
- Massaggiatore: Mario Ferrario, Guglielmo Zanella

## Rosa
| N. |                   | Ruolo | Calciatore        |
| -- | ----------------- | ----- | ----------------- |
|    | Italia (bandiera) | P     | Lorenzo Buffon    |
|    | Italia (bandiera) | P     | Ranieri Galluzzo  |
|    | Italia (bandiera) | D     | Alfio Fontana     |
|    | Italia (bandiera) | D     | Alvaro Moreno     |
|    | Italia (bandiera) | D     | Franco Pedroni    |
|    | Italia (bandiera) | D     | Arturo Silvestri  |
|    | Italia (bandiera) | D     | Francesco Zagatti |
|    | Italia (bandiera) | C     | Eros Beraldo      |
|    | Italia (bandiera) | C     | Mario Bergamaschi |
|    | Italia (bandiera) | C     | Stelio Darin      |
|    | Italia (bandiera) | C     | Angelo Gandini    |

| N. |                      | Ruolo | Calciatore                     |
| -- | -------------------- | ----- | ------------------------------ |
|    | Svezia (bandiera)    | C     | Nils Liedholm                  |
|    | Italia (bandiera)    | C     | Silvano Moro                   |
|    | Italia (bandiera)    | C     | Alberto Piccinini              |
|    | Italia (bandiera)    | C     | Giancarlo Pistorello           |
|    | Italia (bandiera)    | C     | Omero Tognon (capitano)        |
|    | Italia (bandiera)    | A     | Amleto Frignani                |
|    | Italia (bandiera)    | A     | Angelo Longoni                 |
|    | Svezia (bandiera)    | A     | Gunnar Nordahl (vice capitano) |
|    | Danimarca (bandiera) | A     | Jørgen Sørensen                |
|    | Italia (bandiera)    | A     | Albano Vicariotto              |

## Calciomercato
| Acquisti | Acquisti          | Acquisti          | Acquisti |
| R.       | Nome              | da                | Modalità |
| -------- | ----------------- | ----------------- | -------- |
| C        | Mario Bergamaschi | Como              | -        |
| C        | Stelio Darin      | Udinese           | -        |
| P        | Ranieri Galluzzo  | Torviscosa        | -        |
| C        | Angelo Gandini    | Marzotto Valdagno | -        |
| D        | Silvano Moro      | Udinese           | -        |
| C        | Alberto Piccinini | Juventus          | -        |
| A        | Jørgen Sørensen   | Atalanta          | -        |
| A        | Albano Vicariotto | Padova            | -        |

| Cessioni | Cessioni          | Cessioni   | Cessioni |
| R.       | Nome              | a          | Modalità |
| -------- | ----------------- | ---------- | -------- |
| C        | Carlo Annovazzi   | Atalanta   | -        |
| A        | Renzo Burini      | Lazio      | -        |
| C        | Celestino Celio   | Roma       | -        |
| A        | Gunnar Gren       | Fiorentina | -        |
| C        | Giovanni Marin    | Catania    | -        |
| A        | Giuseppe Radaelli | Como       | -        |
| P        | Antonio Seveso    | Catania    | -        |
| D        | Germano Travagini | Triestina  | -        |

## Risultati

### Serie A

#### Girone di andata
| Arbitro: | Liverani (Torino) |

|                           |           |                          |
| Virgili 50’ Beltrandi 62’ | Marcatori | 43’ Sørensen 69’ Nordahl |

| Milano 20 settembre 1953 2ª giornata | Milan             | 0 – 0 | Novara | Stadio San Siro (25 000 spett.)\| Arbitro: \| Marchese (Napoli) \| |
| Arbitro:                             | Marchese (Napoli) |       |        |                                                                    |

| Arbitro: | Massai (Pisa) |

|                     |           |              |
| Gotti 71’ Conti 76’ | Marcatori | 60’ Frignani |

| Arbitro: | Corallo (Lecce) |

|                                           |           |  |
| Nordahl 44’, 59’ Liedholm 62’ (rig.), 77’ | Marcatori |  |

| Arbitro: | Massai (Pisa) |

|  |           |              |
|  | Marcatori | 37’ Liedholm |

| Arbitro: | Jonni (Macerata) |

|               |           |                                    |
| Martegani 46’ | Marcatori | 18’, 65’, 76’ Nordahl 69’ Sørensen |

| Arbitro: | Scaramella (Roma) |

|                               |           |                                        |
| Frignani 6’, 20’ Sørensen 86’ | Marcatori | 24’ Angeleri 39’ Rasmussen 77’ Vittoni |

| Arbitro: | Agnolin (Bassano del Grappa) |

|                            |           |  |
| Nyers 47’, 53’, 72’ (rig.) | Marcatori |  |

| Arbitro: | Pieri (Trieste) |

|                                      |           |  |
| Nordahl 17’, 35’ Liedholm 76’ (rig.) | Marcatori |  |

| Arbitro: | Arpaia (Roma) |

|                                           |           |           |
| Silvestri 33’ Vicariotto 50’ Sørensen 86’ | Marcatori | 71’ Motta |

| Arbitro: | Bellè (Venezia) |

|                      |           |                                                   |
| Moltrasio 63’ (rig.) | Marcatori | 36’ Nordahl 37’, 81’ Sørensen 85’ (rig.) Liedholm |

| Firenze 6 dicembre 1953 12ª giornata | Fiorentina       | 0 – 0 | Milan | Stadio Comunale (60 000 spett.)\| Arbitro: \| Jonni (Macerata) \| |
| Arbitro:                             | Jonni (Macerata) |       |       |                                                                   |

| Arbitro: | Massai (Pisa) |

|              |           |  |
| Sørensen 28’ | Marcatori |  |

| Arbitro: | Massai (Pisa) |

|                           |           |                     |
| Pivatelli 9’ Cappello 76’ | Marcatori | 12’ (rig.) Liedholm |

| Arbitro: | Jonni (Macerata) |

|                |           |                     |
| Puccinelli 16’ | Marcatori | 44’ (rig.) Liedholm |

| Arbitro: | Scaramella (Roma) |

|                                                                       |           |             |
| Sørensen 41’, 59’, 86’ Nordahl 47’ Vicariotto 49’ Liedholm 68’ (rig.) | Marcatori | 62’ De Vito |

| Arbitro: | Bellè (Venezia) |

|                |           |                        |
| Vicariotto 72’ | Marcatori | 47’ Bronée 66’ Ghiggia |

#### Girone di ritorno
| Arbitro: | Corallo (Lecce) |

|                          |           |              |
| Sørensen 63’ Nordahl 70’ | Marcatori | 69’ Belrandi |

| Arbitro: | Agnolin (Bassano del Grappa) |

|           |           |                 |
| Piola 70’ | Marcatori | 68’ Bergamaschi |

| Arbitro: | Marchese (Napoli) |

|             |           |           |
| Nordahl 58’ | Marcatori | 10’ Gotti |

| Arbitro: | Massai (Pisa) |

|  |           |                                                            |
|  | Marcatori | 16’ (aut.) Giannini 46’, 48’, 74’, 89’ Nordahl 81’ Beraldo |

| Arbitro: | Bellè (Venezia) |

|                                             |           |                     |
| Nordahl 21’ Liedholm 31’ (rig.) Beraldo 46’ | Marcatori | 14’, 51’ Ciccarelli |

| Arbitro: | Scaramella (Roma) |

|                           |           |               |
| Liedholm 52’ Frignani 89’ | Marcatori | 66’ De Grandi |

| Arbitro: | Massai (Pisa) |

|                             |           |             |
| Rasmussen 1’, 10’ Villa 21’ | Marcatori | 50’ Nordahl |

| Arbitro: | Orlandini (Roma) |

|                          |           |  |
| Nordahl 33’ Sørensen 72’ | Marcatori |  |

| Arbitro: | Agnolin (Bassano del Grappa) |

|                                    |           |                         |
| Dal Monte 9’ (rig.) De Angelis 86’ | Marcatori | 8’ Nordahl 44’ Frignani |

| Arbitro: | Agnolin (Bassano del Grappa) |

|                    |           |                            |
| Bercarich 33’, 60’ | Marcatori | 35’ Silvestri 62’ Sørensen |

| Arbitro: | Maurelli (Roma) |

|  |           |              |
|  | Marcatori | 47’ Biagioli |

| Arbitro: | Orlandini (Roma) |

|                                |           |            |
| Cervato 22’ (aut.) Nordahl 90’ | Marcatori | 57’ Segato |

| Arbitro: | Maurelli (Roma) |

|            |           |  |
| Hansen 11’ | Marcatori |  |

| Arbitro: | Arpaia (Roma) |

|                             |           |                |
| Vicariotto 23’ Sørensen 60’ | Marcatori | 45’ Cervellati |

| Arbitro: | Piemonte (Monfalcone) |

|                                |           |                                    |
| Vicariotto 3’ Nordahl 38’, 74’ | Marcatori | 66’ (rig.) Vivolo 80’ A. Fontanesi |

| Ferrara 23 maggio 1954 33ª giornata | SPAL              | 0 – 0 | Milan | Stadio Comunale (20 000 spett.)\| Arbitro: \| Scaramella (Roma) \| |
| Arbitro:                            | Scaramella (Roma) |       |       |                                                                    |

| Arbitro: | Rigato (Mestre) |

|                |           |                          |
| Pandolfini 64’ | Marcatori | 30’ Sørensen 60’ Beraldo |

## Statistiche

### Statistiche di squadra
| Competizione | Punti | In casa | In casa | In casa | In casa | In casa | In casa | In trasferta | In trasferta | In trasferta | In trasferta | In trasferta | In trasferta | Totale | Totale | Totale | Totale | Totale | Totale | DR  |
| Competizione | Punti | G       | V       | N       | P       | Gf      | Gs      | G            | V            | N            | P            | Gf           | Gs           | G      | V      | N      | P      | Gf     | Gs     | DR  |
| ------------ | ----- | ------- | ------- | ------- | ------- | ------- | ------- | ------------ | ------------ | ------------ | ------------ | ------------ | ------------ | ------ | ------ | ------ | ------ | ------ | ------ | --- |
| Serie A      | 44    | 17      | 12      | 3       | 2       | 38      | 17      | 17           | 5            | 7            | 5            | 28           | 22           | 34     | 17     | 10     | 7      | 66     | 39     | +27 |

### Statistiche dei giocatori
| Giocatore      | Serie A  | Serie A |
| Giocatore      | Presenze | Reti    |
| -------------- | -------- | ------- |
| E. Beraldo     | 20       | 3       |
| M. Bergamaschi | 25       | 1       |
| L. Buffon      | 31       | -36     |
| S. Darin       | 1        | 0       |
| A. Fontana     | 1        | 0       |
| A. Frignani    | 31       | 5       |
| R. Galluzzo    | 3        | -3      |
| A. Gandini     | 1        | 0       |
| N. Liedholm    | 31       | 10      |
| A. Longoni     | 7        | 0       |
| A. Moreno      | 2        | 0       |
| S. Moro        | 12       | 0       |
| G. Nordahl     | 33       | 23      |
| F. Pedroni     | 11       | 0       |
| A. Piccinini   | 19       | 0       |
| G. Pistorello  | 1        | 0       |
| A. Silvestri   | 32       | 2       |
| J. Sørensen    | 34       | 15      |
| O. Tognon      | 34       | 0       |
| A. Vicariotto  | 15       | 5       |
| F. Zagatti     | 30       | 0       |